# Marco Mann
Marco Mann (Alexandrië, 1971) is een Egyptisch kunstschilder. Door sommigen wordt hij als "de schilder van de Waarheid " betiteld, daar hij zijn eigen Menselijke Ervaringen in beelden weet weer te geven teneinde antwoorden te vinden op niet gestelde vragen. In enige van zijn werken laat hij zichzelf bewust en volledig verzinken (soms met noodlottige gevolgen). 
Hij is tevens oprichter én zenuwcentrum van de "International Group for Art and Culture" . Deze Groep heeft hij in het leven geroepen om Kunst en Cultuur wereldwijd te verspreiden met het doel aldus een gezamenlijke menselijke taal te vinden. Thans telt de Groep meer dan 4.000 leden uit meer dan 60 landen, die alle op enigerlei wijze Kunst en Cultuur zeer zijn toegedaan.
Eind 2006 verliet Mann Alexandrië en vestigde hij zich in Caïro om verschillende redenen. De belangrijkste is wel - voor hem zelf - dat Alexandrië haar cosmopolitische gevoeligheid verloren heeft en tot een gesloten, één richtingsverkeer cultuur is verworden. Caïro daarentegen heeft zijn eigen identiteit behouden en is die ook aan het uitbreiden als prominente "Spil van Culturen". 
- Artist's website